# アイトス
アイトス（ブルガリア語: Àйтос、ラテン文字転写:AytosまたはAitos、Ajtos）は、ブルガリア東部、ブルガス州の都市、およびそれを中心とした基礎自治体。黒海岸から15キロメートルのところに位置している。

## 町村
アイトス基礎自治体（Община Айтос）には、その中心であるアイトスをはじめ、以下の町村（集落）が存在している。
- Айтос（Aytos）
- Дрянковец（Dryankovets）
- Зетьово（Zetyovo）
- Карагеоргиево（Karageorgievo）
- Караново（Karanovo）
- Лясково（Lyaskovo）
- Малка поляна（Malka polyana）
- Мъглен（Maglen）
- Пещерско（Peshtersko）

- Пирне（Pirne）
- Поляново（Polyanovo）
- Раклиново（Raklinovo）
- Съдиево（Sadievo）
- Тополица（Topolitsa）
- Черна могила（Cherna mogila）
- Черноград（Chernograd）
- Чукарка（Chukarka）

## 歴史
アイトスは長く豊かな歴史が古代より続いている。古代のトラキア人の集落が考古学的に発見され、町は紀元前5世紀から存在していることが確認された。古代のトラキア人の伝説によると、オルペウスの弟子の一人であったアエトス（Aetos）がこの町を築いたとされている。何世紀にもわたって町は、アエトス（Aetos）、アストス（Astos）、イドス（Idos）、アクヴィリア（Akvilia）などの異なる名前で知られていた。
テルヴェル・ハーンの時代、この地域は初めてブルガリア帝国の一部となった。古代遺跡アエトスは、タタール人、アヴァール人、十字軍からブルガリア帝国の領地を守る上で重要な位置にあった。
1378年、町はムラド1世率いるオスマン帝国に支配された。露土戦争の間、ハンス・カール・フォン・ディービッチュ将軍（Hans Karl von Diebitsch）によって町は戦略的重要拠点とされた。1829年にエディルネ和平協定が結ばれてからは、多くの町の住民はベッサラビアに流出してベッサラビア・ブルガリア人（en）となった。
ブルガリア民族復興期には、町の住民はブルガリア解放のための闘争に加わった。ヴァシル・レフスキは革命委員会をこの町で組織した。ブルガリア解放以降、アイトスは華やかな商業拠点となり、ブルガス以上に重要といわれるようになる。ブルガリア初の女子農業学校がこの時期アイトスに設立された。

## 交通
アイトスの地理的な位置によって、町は交通の拠点として特別な重要性を持っている。ブルガリア北部と南部を結ぶ道路がしかれ、ソフィアとブルガスを結ぶ重要な高速道路や鉄道がアイトスを通過する。その交通の利便性という特徴はまた、ブルガリアの黒海岸の重要な港であるブルガスからわずか28キロメートルの位置にあることによっても高められている。

## 文化
町は恒例の民族フェスティバルで、毎年春の5月から6月にかけて行われるスラヴェーヴィ・ノシュティ（Slaveevi Noshti）を催している。フェスティバルはスラヴェーヴァ・レカ（Slaveeva Reka）・レクリエーション公園で行われ、ブルガリア各地の伝統舞踊や民族音楽が披露される。

## スポーツ
1950年代に設置された、有名なアイトスのスポーツ学校、ヴィハル（Vihar）は多くの国家的、国際的なスポーツ・チャンピオンを生み出してきた。その中には3度世界一にかがやいたシルヴィア・コストヴァ（Silviya Kostova）らがいる。学校は有名なサッカー・チームであるヴィハル・アイトスを持っている。

## 観光と娯楽

### 自然
- レクリエーション公園スラヴェーヴァ・レカ（Slaveeva Reka、ナイチンゲールの川） - ブルガリア最大級の公園のひとつ。
- 奇岩トリテ・ブラテャ（Trite Bratya）（3兄弟）
- 自然保護区カザニテ（Kazanite）
- 自然保護区ヒサリャ（Hisarya）
- 国有林コリアテ（Koriata）

### 歴史的建造物
- 古代遺跡アエトス（Aetos）
- アイトス歴史街道 - 古代トラキアとモエシアを結ぶ
- 聖ディミトリ・ソルンスキ教会（Dimitrii Solunski）
- アイトス温泉

### 文化的建造物
- 民族誌学館ゲンゲル（Genger） - エタラのような小さな民族誌学センターで、伝統的な地元の建築様式で建てられている。資料館は様式の異なるさまざまなブルガリアの伝統的な美術品、工芸品を所有し、また伝統的なホテル、タヴェルナ、カフェ、レストランがある。
- ペテル・スタネフ博物館（Peter Stanev）
- ヴァシル・レフスキ劇場（Vasil Levksi）

## 著名な出身者
- エヴァ・キリロヴァ（Eva Kirilova） — トニカ（en:Tonika）の歌手
- フィリプ・クテフ（Filip Kutev） — 作曲家で、ブルガリア国立放送合唱団（Bulgarian State Television Female Vocal Choir）の創設者
- ジフコ・ムタフチェフ（Zhivko Mutafchiev） — 画家
- パナヨト・パナヨトフ（Panayot Panayotov） — 歌手
- ペンチョ・ペエフ（Pencho Peev） — 詩人
- ゲオルギ・ポブゲオルギエフ（Georgi Popgeorgiev） — 画家で青年ブルガリア画家教会の創設者
- ペタル・スタネフ（Petar Stanev） — 画家
- フリスト・タネフ（Hristo Tanev） — 彫刻家
- ヨヴィ・テネフ（Yovi Tenev） — アメリカ合衆国司法省の連邦検察官
- サヴァ・タネフ（Sava Tanev） — 彫刻家
- タチアナ・ヨトヴァ（Tatyana Yotova） — 詩人
- ロシツァ・ジフコヴァ — 詩人
- イヴァナ — ポップ・フォーク歌手